# Uraka bint Qasi
Gospa Uraka bila je kraljica Asturije kao supruga kralja Fruele II.
Poznata kao Uraka bint Qasi, Uraka je bila kći lorda Tudele te je odgojena kao muslimanka. Udala se za katolika Fruelu, kojem je rodila dva sina.
Uraka je nadživjela supruga.